# 克洛斯猪笼草
，又称，是新几内亚特有的热带食虫植物。

## 植物学史

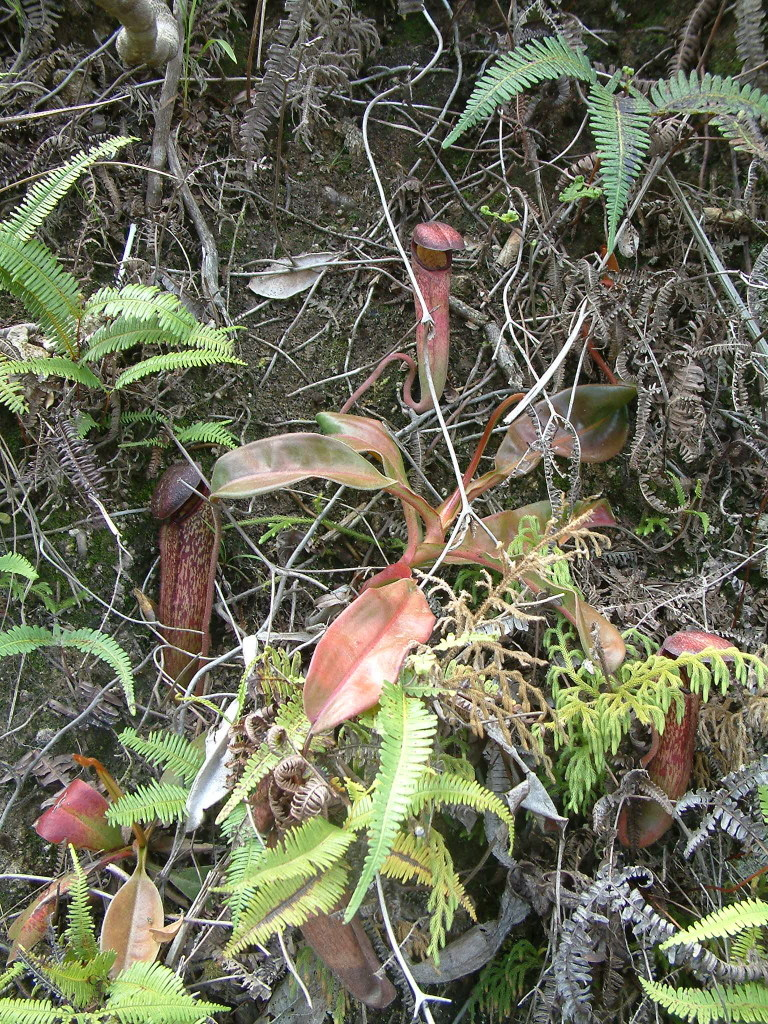
克洛斯猪笼草具下位笼的莲座状植株

1912年至1913年，塞西尔·博登·克洛斯在沃拉斯顿远征（Wollaston Expedition）中于新几内亚的西南部发现了克洛斯猪笼草。1913年1月26日，他在远征营地（VIb营地）附近海拔930米至1170米的地区采集克洛斯猪笼草的模式标本，其编号为。其存放于新加坡植物园的植物标本馆中。因该标本缺少花序材料，故性别不详。
1916年，亨利·尼古拉斯·里德利在《伦敦林奈学会会报》上发表了克洛斯猪笼草的正式描述。其种加词是为了纪念三年前首次收集到模式标本的塞西尔·博登·克洛斯（Cecil Boden Kloss）。
1928年，B·H·丹瑟发表了开创性的著作《荷属东印度群岛的猪笼草科植物》，并在其中发表了修订描述与插图。在研究了克洛斯猪笼草的模式标本后，B·H·丹瑟指出，亨利·尼古拉斯·里德利在描述中将叶片的上下表面弄反了。B·H·丹瑟专著中的插图并没有准确的显示其捕虫笼笼盖的形状及笼口的角度；直到1991年马修·杰布的专著《新几内亚的猪笼草报告》中才进行了描述。
对于克洛斯猪笼草的亲缘关系，B·H·丹瑟这样写道：“这种未被完整描述的物种似乎与窄叶猪笼草之间存在着密切的近缘关系，但我不建议将其划归同一物种。”然而，B·H·丹瑟对于窄叶猪笼草（N. stenophylla）的描述是基于假猪笼草（N. fallax）的模式标本作出的，但部分学者认为后者与前者是截然不同的物种。B·H·丹瑟将克洛斯猪笼草与另外14种猪笼草归入皇室分支。他写道：“维奇猪笼草、窄叶猪笼草、克洛斯猪笼草和暗色猪笼草之间存在非常近的亲缘关系，但又不可否认它们都是不同的物种。”

## 形态特征
克洛斯猪笼草为藤本植物。茎可攀爬至数米的高处。
克洛斯猪笼草的叶片革质，具柄，呈长圆形至披针形，可长达25厘米，宽至9厘米。叶尖为钝尖，叶基骤缩成槽状叶柄，可长达6厘米，叶柄的两翼宽度不超过5毫米。中脉两侧各有3条纵脉。纵脉从叶柄发出，平行于中脉延伸于叶片的外三分之四。羽状脉不明显。笼蔓通常为叶片长度的1至1.5倍，与叶片衔接处直径约为2毫米，与捕虫笼衔接处直径约为5毫米。笼蔓的中部常出现笼蔓圈。
克洛斯猪笼草上位笼和下位笼腹面的笼翼不宽于9毫米，翼须可长达7毫米。
克洛斯猪笼草上位笼与笼蔓的衔接处会形成一个可宽达45毫米的弯曲。其呈窄漏斗形，偶尔为管状，可高达26厘米，宽至7厘米。上位笼的笼翼常缩小成一对隆起。笼口不宽于4厘米，前部倾斜，基部向上拉长，但不形成唇颈。唇平展，前部宽约3毫米，基部宽约14毫米。唇肋可高达1毫米，间隔约为1.5毫米。唇内缘平滑，无唇齿。捕虫笼内表面的下部布满细小的覆盖型消化腺。笼盖接近圆形，基部略成心形，可长达5厘米，宽至5厘米。笼盖下表面的基部具一个横向扁平的附属物，其不宽于8毫米。笼盖的下表面及其附属物覆满了大小不一的蜜腺，其中心凹陷，且具黑框。笼盖基部的后方有一根不分叉的笼蔓尾，长度约为20毫米。
克洛斯猪笼草的花序为总状花序。总花梗可长达18厘米，花序轴可长达14厘米。每个花梗带1至3朵花，可长达10毫米。花被片为长方形，长3毫米，宽1毫米。果荚长约15毫米，基部明显缩小，末端略微缩小。
克洛斯猪笼草叶片的下表面具有密集的金色毛被，其由星状的短毛、分叉长毛和更长的不分叉长毛（长度可达7毫米）组成。叶片的上表面光滑。捕虫笼和笼蔓覆盖着类似叶片下表面的毛被，但较稀疏。笼蔓尾具有相当茂密的短毛被。此外，果荚和花被片的外表面也具有毛被。
克洛斯猪笼草的捕虫笼为具红色斑点，笼盖为紫色。干燥标本为黄色，捕虫笼内表面为淡蓝色，蜡质区表面呈白霜状。

## 生态关系
克洛斯猪笼草是印度尼西亚新几内亚岛的巴布亚省特有的热带食虫植物。其分布于马老奇（Merauke）、帕尼艾（Paniai）地区及查亚峰的低地山脊。该物种的垂直分布范围很广，可出现于海拔1000至2000米的地区内。
克洛斯猪笼草的典型原生地为高地泥炭森林，偶尔也会出现于草原中。在某一海拔约为1700米原生地，克洛斯猪笼草与大猪笼草（N. maxima）的小型变型同域分布，已发现它们之间的疑似自然杂交种。该原生地已列入“开发清理计划”中，因此它们的生存繁衍正受到了巨大的威胁。
克洛斯猪笼草在野外的数量已极其稀少，因此基于2000年的评估，其已被列入《2006年世界自然保护联盟濒危物种红色名录》中，保护状况为易危。斯图尔特·麦克弗森认为因对其了解甚少，所以很难评估它的保护状况。2009年3月，一条贯穿克洛斯猪笼草原生地的公路开工，严重威胁到了克洛斯猪笼草的生存。克洛斯猪笼草其他的种群分布于人们无法到达的地方，几十年来都没有被观察过。

## 食虫性
猪笼草属中仅有两个物种具有带白斑的穹顶状捕虫笼，克洛斯猪笼草即是其中之一，这些白斑的作用是使得阳光可以透过捕虫笼照射到捕虫笼的内部。克洛斯猪笼草捕虫笼的形态与苏门答腊特有的马兜铃猪笼草（N. aristolochioides）十分相似。从捕虫笼的正面看，其笼口和笼盖部分都较黑暗，相比之下，其顶部因有从白斑透过的阳光就显得较明亮。
虽然一直都没有关于克洛斯猪笼草捕虫机理的综合研究，但是它被认为使用与马兜铃猪笼草相似的方法捕捉飞虫。此外，北美洲的眼镜蛇瓶子草（Darlingtonia californica）、小瓶子草（Sarracenia minor）和鹦鹉瓶子草（Sarracenia psittacina）也具有类似的捕虫方法。在马兜铃猪笼草的捕虫笼内，昆虫常常受到笼壁上白斑的干扰而迷失方向，无法找到出口，最终落入消化液中溺死。因此，马兜铃猪笼草和克洛斯猪笼草捕获的大部分昆虫都是具有趋光性的飞虫。

## 相关物种
克洛斯猪笼草捕虫笼的形态特征的很多方面与马兜铃猪笼草都很相似，但前者的体型较大。这个两个物种之间存在着地理隔离，因此不认为它们之间存在较为密切的近缘关系。它们之间相似的特征被认为是趋同进化的表现，即是相互隔离但相似的生态系统中，两个没有密切的亲缘关系的物种独立获得相似形态特征的现象。
以克洛斯猪笼草的巨大叶柄，可以较容易的将其与马兜铃猪笼草区分开来。
产自苏门答腊的真穗猪笼草（N. eustachya）表现出极大的变异性，偶尔会出现类似于克洛斯猪笼草的穹顶状上位笼。但它们之间依然较易区分。